# ژوکوویتسه (استان سلیزیا سفلی)

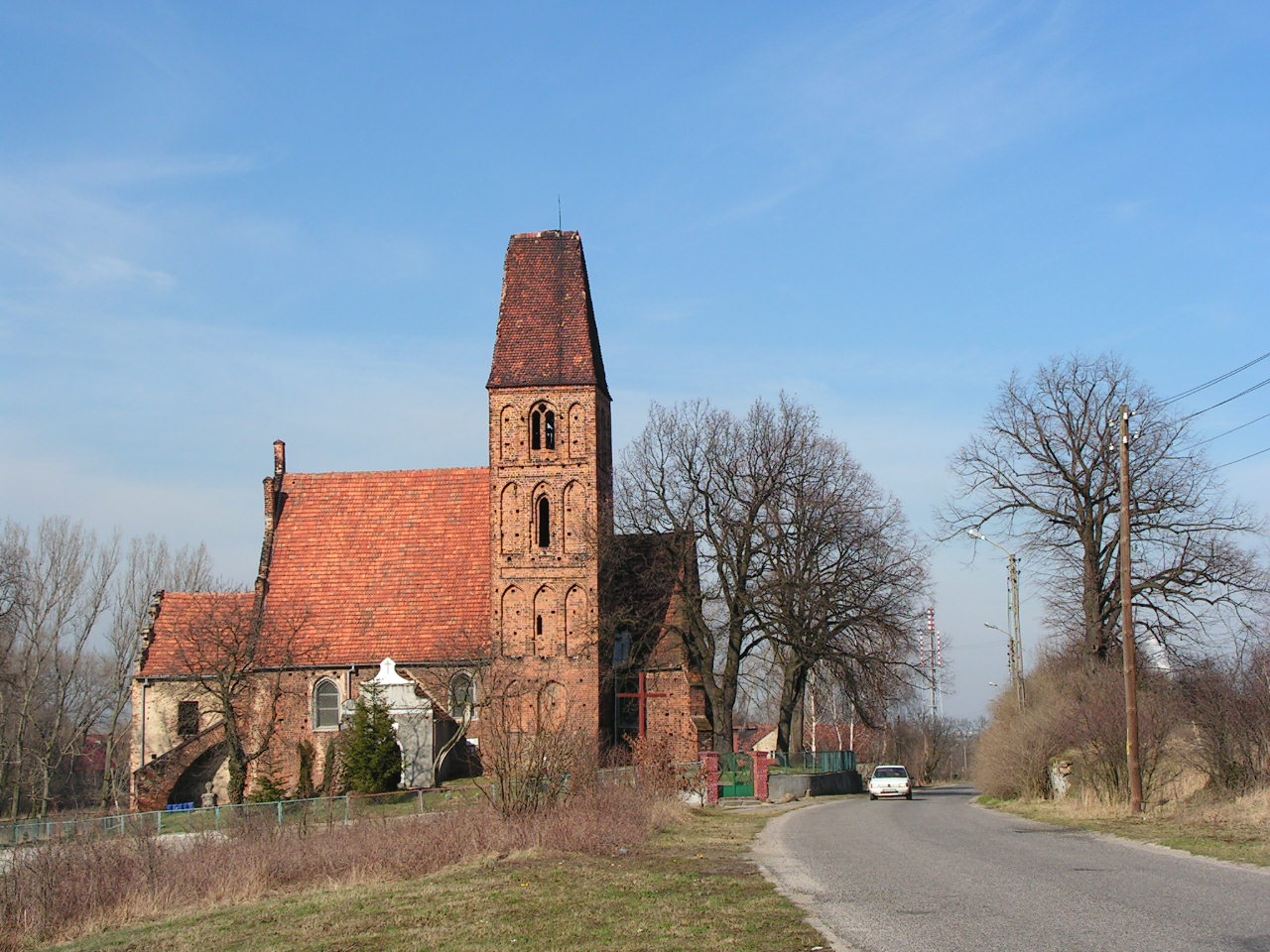
تصویری از روستا

ژوکوویتسه (به لهستانی:  Żukowice) یک روستا در لهستان است که در گمینا ژوکوویتسه واقع شده‌است. ژوکوویتسه ۵۵ نفر جمعیت دارد.